# Jeff Louis
Jeff Louis (Porto Príncipe, 8 de agosto de 1992) é um futebolista haitiano que atua como meia-atacante. Disputou a Copa América Centenário em 2016.